# 于会泳
于会泳（1925年6月24日—1977年8月31日） （页面存档备份，存于） ，生于山东海阳县，中国音乐家，文化大革命时期政治人物。中共十大中央委员，文化部部长。1976年10月四人帮倒台，于会泳被免去一切职务、审查逮捕，1977年自杀身亡。中共中央认定他为江青反革命集团的重要骨干、死党，撤销党内外一切职务，开除党籍。

## 生平
他出生于山东省海阳县海阳所镇西泓于家村。从小就通过盲人演唱接触了福山大鼓、蓬莱大鼓、荣成大鼓、海阳大鼓，熟悉掺合着皮黄、奉调、犁铧调、西河调、高拨子等的民间曲艺小调、民歌小调，通过自学掌握了二胡、三弦、笛子的演奏技巧。1942年任教于解放区海阳所小学。
1946年参加胶东文工团，先后在美术队、音乐队工作。由于刻苦学习音乐业务知识，工作积极。1949年9月，抽调参加国立音乐院上海分院（今上海音乐学院）“音乐教育专修班”。被院长贺绿汀看中，边学习边代民歌课。其间加入中共。1950年毕业时因学习成绩总分第一留在院属音工团，边参加创作演出，边旁听作曲系本科的和声班的课。
同年调入本院民族音乐研究所，主攻曲艺说唱。出版有收集、整理的《山东大鼓》和参与整理的《陕西榆林小曲》（音乐出版社，1957）、专著《单弦牌子曲分析》（1958）。先后创作有民族管弦乐合奏曲《闯将令》、歌曲《渔歌》、《杨柳叶子青》、《伟大的毛主席》、《北京的朝霞》、《幸福花开遍地香》、《不唱山歌心不爽》等。担任戏曲音乐讲习班教学。1959年发表《关于我国民间音乐调式的命名》（《音乐研究》）。1960年开设“民间曲调研究”专题系列讲座，次年开始“腔词关系研究”（1963年完成；全文12万字、附有230个多曲谱的油印本），被称为“在分类研究基础上的综合研究……为形态学的非程式性研究起了先导作用……影响是深远的”。成为上海音乐学院本科和专修科的指定必修教材。1962年晋升讲师，1963年任民族音乐理论系副主任。1964年发表《关于京剧现代戏音乐的若干问题》（《上海戏剧》）。1965年奉调上海“戏改创作小组”参加《海港》的音乐创作，和《智取威虎山》音乐的后期润饰工作，发表《戏曲音乐必须为塑造英雄形象服务》、《评郭建光的唱腔音乐设计》（《文汇报》）。
1966年6月被上海音乐学院定为“三反分子”，被揪回学院“小牛鬼组”看押监督，写检查交待，看大字报接受批判，参加劳动，受到抄家的冲击。10月接中央文革指示，参加样板戏进京公演，得到张春桥回校造反的密旨。12月写出《十四点质问》等大字报，参加“教工造反团”、“钟望阳专案组”。1967年担任上海京剧院领导、上海音乐学院革委会副主任、上海市文化系统革委会筹备委员会主任。1968年主持、参与批斗贺绿汀的大会，在《让文艺界永远成为宣传毛泽东思想的阵地》（5月23日《文汇报》）一文中首次提出“三突出”。1969年作为代表参加中共九大，被增补为上海市革委常委。
1970年担任国务院文化组组员，全面主持样板戏工作，试验运用中西混合乐队为样板戏伴奏，负责把《智取威虎山》、《红灯记》、《红色娘子军》、《白毛女》等样板戏剧目拍摄成电影，举办京剧训练班，为《杜鹃山》作曲，督阵、指导《平原作战》《龙江颂》的加工修改。尤其是《杜鹃山》的念白用词曲长短句式的韵白体制，柯湘唱腔采用歌剧主导动机的系统结构进行设计，取得很好效果。1973年任国务院文化组副组长，1975年任国务院文化部部长。以江青、张春桥的亲疏任用人事，全面贯彻他们的政治、文化主张。在其指使下，负责“初澜”、“江天”写作班子，积极组织了对晋剧《三上桃峰》、北京饭店国画、无标题音乐、1975年邓小平整顿文艺的批判，扼杀电影《海霞》、《创业》。布置样板团把《春苗》、《战船台》、《决裂》等改编成京剧，限期赶写、摄制“与走资派作斗争的戏”（电影《盛大的节日》、《反击》）。1976年10月被列入四人帮组阁名单，拟任职务中共中央政治局委员、国务院副总理。
1976年10月被免去一切职务，并被审查逮捕。被隔离审查半年多时间里写出近17万字交代材料。1977年8月28日，于会泳服来苏水自杀，抢救无效身亡。终年52岁。

## 家庭
于会泳与妻子女中音任珂育有二女一男。于会泳自杀后，任珂与于会泳的母亲在1978年底回到上海居住。

### 引用
1. ↑  郑华. . 大地飞歌文学网. 2011-03-27  [2012-06-21]. （原始内容存档于2011-06-07） （简体中文）. （页面存档备份，存于）
2. 1 2 3  作者：何立波，责任编辑：钟海连. . 中学语文网中网 来源:党史文苑2005年第21期.   [2012-06-20]. （原始内容存档于2016-03-04） （简体中文）. （页面存档备份，存于）

### 书籍
- 温乐群等编《“文化大革命”中的名人之升》，北京：中央民族学院出版社1993年版；“威海典藏”www.weihai.gov.cn/whdc/html/14/12010401.htm 73K 2002-7-10）
- 《腔词关系研究》，于会泳著，中央音乐学院出版社2008年版，ISBN 9787810962476

| 中華人民共和國政府职务           | 中華人民共和國政府职务                         | 中華人民共和國政府职务 |
| -------------------------------- | ---------------------------------------------- | ---------------------- |
| 空缺上一位持有相同頭銜者：肖望东 | 中华人民共和国文化部部长 1975年1月－1976年10月 | 繼任： 黄镇            |